# Coelorinchus hubbsi
Coelorinchus hubbsi is een straalvinnige vissensoort uit de familie van rattenstaarten (Macrouridae). De wetenschappelijke naam van de soort is voor het eerst geldig gepubliceerd in 1936 door Matsubara.